# 일리야 나이슐레르
일리야 빅토로비치 나이슐레르(러시아어: Илья Викторович Найшуллер, 1983년 11월 19일 ~ )는 러시아의 음악가, 영화 감독이다. 인디 록밴드의 기타리스트로 활동하면서, 아마추어 필름을 찍어 이름을 알렸고 이후 액션 영화 《하드코어 헨리》(2015)를 연출하게 되었다.

## 작품 목록

### 영화
- 하드코어 헨리 (2015)
- 노바디 (2021)
- 국가 원수 (2025)

### 뮤직비디오
- 위켄드 - "False Alarm"
- 레닌그라드 - "Кольщик"
- 레닌그라드 - "Вояж"
- 레닌그라드 - "Жу-Жу"